# Casa del pintor Joan Massanet
La casa del pintor Joan Massanet és un habitatge al nucli antic de la població de l'Escala i delimitada pels carrers pintor Joan Massanet, del Cargol i la Platja. Casa del pintor surrealista Joan Massanet (1899-1969) pintor surrealista nascut a l'Alt Empordà, on residí la gran part de la seva vida. Fou farmacèutic de l'Escala i alcalde d'aquesta mateixa població entre els anys 1959 i 1966. La seva pintura surrealista adquireix en els anys 20 la seva plenitud, sent una obra poètica i mística. El pintor va mantenir una obra d'amistat i admiració per Dalí i se situa dintre de l'òrbita d'altres surrealistes com Àngel Planells i Cruañas, Esteban Francés i Remedios Varo.
Edifici plurifamiliar de planta irregular, format per dos cossos adossats. L'edifici principal presenta la coberta a quatre vessants i consta de planta baixa, dos pisos i altell. L'edifici ha estat profundament rehabilitat, conservant com a elements de la construcció original dues obertures localitzades a la façana al Carrer del pintor Joan Massanet. Es tracta del portal principal d'accés a l'interior, amb els muntants bastits amb carreus de pedra i la llinda plana gravada amb la llegenda "AVE MARIA SIN PECADO CONCEBIDA". Al costat hi ha un antic portal rectangular emmarcat amb pedra, actualment convertit en finestra. La resta d'obertures presents a l'edifici, ja sigui els balcons dels pisos superiors, els finestrals de la planta baixa o els de l'altell, han estat restituïts. De la façana principal, destaca una bomba encastada a la cantonada, que fou llançada el 24 de maig de 1809.
Tota la construcció, recentment rehabilitada, presenta el parament arrebossat i pintat de color groguenc, amb les cadenes cantoneres bastides amb carreus de pedra escairats. A la cantonada de l'edifici es pot apreciar una bomba incrustada a la paret que fou llançada el 24 de maig de 1809.